# Batalha da linha Svatove-Kreminna
A Batalha da linha Svatove-Kreminna é uma série de confrontos militares em andamento entre a Rússia e a Ucrânia no leste da Ucrânia ao longo de uma linha de frente que vai da vila de Tavilzhanka no nordeste, a cidade de Svatove no centro e para a cidade de Kreminna no sul e recentemente com uma ofensiva Russa perto de Kupiansk. A batalha começou em 2 de outubro de 2022, um dia depois que o Exército ucraniano recapturou a cidade vizinha de Lyman.